# NGC 1830
NGC 1830 ist die Bezeichnung eines offenen Sternhaufens im Sternbild Dorado. Das Objekt wurde am 24. Dezember 1834 von John Herschel entdeckt.